# 白秋社
株式会社白秋社（英文社名：Hakusyusya Publishing Co.）は、東京都千代田区飯田橋に本社を置く日本の出版社。

## 概要
講談社出身の間渕隆と毎日新聞社出身の高橋勉が共同出資して2019年設立。2020年より出版活動を本格的に開始。
プロジェクトごとに外部スタッフを交えてチームを編成し制作するスタイルを採っている。また、発行する書籍の流通や在庫管理業務は、株式会社星雲社に全て委嘱している。
商業出版のほか、企画出版（自費出版）や企業のプロモーション支援、各種コンテンツ制作、講演会やシンポジウムの企画実施などその業務は多岐にわたる。

## 主な書籍
- 私が日本に住み続ける15の理由（ケント・ギルバート・著　2020年2月）ISBN 978-4434269240
- 2030年「文化GDP」世界1位の日本（福原秀己・著　2020年5月）ISBN 978-4434274374
- 100歳まで自然に元気な和食の流儀（下方浩史・著　2020年5月）ISBN 978-4434275883
- 9つの悪魔に支配された韓国経済の悲劇（真壁昭夫・著　2020年7月）ISBN 978-4434275852
- DVDブック　語学脳がぐんぐん育つ せかいのどうわ45（2020年8月）ISBN 978-4434278419
- 伝説の経営者100人の世界一短い成功哲学（田原総一朗・著　2020年8月）ISBN　978-4434277450
- 脳のアクセルとブレーキの取扱説明書（中野信子＋真壁昭夫・共著　2020年9月）ISBN 978-4434279294
- 新 日英同盟（岡部伸・著　2020年10月）ISBN 978-4434280825
- 衆議院事務局（平野貞夫・著　2020年12月）ISBN 978-4434283093
- スガノミクス（高橋洋一＋原英史・共著　2021年1月）ISBN 978-4434284632
- 大人の発達障害（加藤俊徳・著　2021年5月）ISBN 978-4434288289
- まるわかり電子印鑑（白秋社編集部・編　2021年7月）ISBN 978-4434290619
- 常勝のワンチームを作る８つのステップ（林俊之・著　2021年11月）ISBN 978-4434296192
- 未婚化する日本（白秋社編集チーム・編　2021年11月）ISBN 978-4434291975
- 学校という「ハコモノ」が日本を救う（大竹弘和・著　2022年8月）ISBN 978-4434306976
- 人生は天国か、それとも地獄か（田原総一朗＋佐藤優・共著　2022年9月）ISBN 978-4434309458
- 驚くほど幸運が舞い込む 観月式 霊活術（観月明希・著　2023年1月）ISBN 978-4434312571
- 由美かおる ブリージング・レッスン（由美かおる・著　2023年10月）ISBN　978-4434325403
- 開運ウォーキング（高橋志保・著　2023年11月）ISBN 978-4434328794
- 労務トラブルから会社を守れ！（中村博・監修　2024年3月）ISBN 978-4434334412